# مارفن كرينشاو
مارفن كرينشاو (بالإنجليزية: Marvin Crenshaw)‏ هو لاعب كرة قدم أمريكية أمريكي، ولد في 3 فبراير 1952.

## روابط خارجية
- مارفن كرينشاو على موقع كلية كرة القدم في سبورتس رفرنس.كوم (الإنجليزية)